# Nicolas Tournat
Nicolas Tournat (Niort, 5 de abril de 1994) é um handebolista profissional francês, campeão olímpico.

## Carreira
Tournat conquistou a medalha de ouro com a Seleção Francesa de Handebol Masculino nos Jogos Olímpicos de Verão de 2020 em Tóquio, após derrotar a equipe dinamarquesa na final da competição por 25–23.